# Günter Stampf
Günter Anthony Stampf (* 28. August 1968 in Neunkirchen; † 28. Juli 2012 in Hamburg) war ein österreichischer Fernseh- und Filmproduzent, Dokumentarfilmer, Autor, Regisseur und Unternehmer.

## Leben
Günter Stampf arbeitete von 1985 bis 1987 als Kolumnist und Redakteur der Niederösterreichischen Nachrichten. Seinen Abschluss machte er an der Bundeshandelsakademie in Wiener Neustadt. Anschließend begann er ein Studium der Betriebswirtschaftslehre und Englisch an der Universität Wien. Von 1988 bis 1991 war er Musikchef des Jugendmagazins Rennbahn Express. 1992 wechselte er als Redakteur zur Illustrierten BUNTE, für die er bis 1996 tätig war, und leitete das Ressort Lifestyle. Er wurde entlassen, weil er Teile eines Interviews mit Tom Cruise so manipuliert hatte, dass der Eindruck entstand, der Filmstar sei zeugungsunfähig.
Von 1993 bis 1994 war er zudem Chefreporter der BILD-Zeitung. Als Stellvertretender Chefredakteur arbeitete er bei Thomas Gottschalk (Gottschalk Late Night, ZDF-Spezial Sir Andrew Lloyd Webber). Von 1996 bis 1997 war Stampf als Chefredakteur beim ORF (Talkshow Vera) tätig.

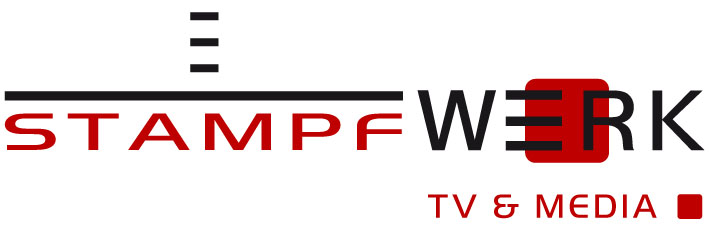
Logo des von Stampf gegründeten Medienunternehmens Stampfwerk

2001 gründete er in Hamburg ein TV- und Medien-Unternehmen, das unter dem Namen Stampfwerk Medienproduktions- und vermarktungs GmbH (Kurzform Stampfwerk) firmierte. Als Fernsehproduzent verantwortete er von 1999 bis Oktober 2011 über 3.000 Stunden Fernsehprogramme, darunter Serien wie Die Schulermittler (RTL), Die Beauty Klinik (RTL II), Megaman (RTL II), Urteil Mord (Sat.1), Junge Mütter – total überfordert (Sat1./SIXX) oder vier tägliche Talkshows für Österreichs größten Privatsender ATV+. Bei den Award-Shows World Awards und Womens World Awards war er als Executive Producer tätig und beriet die Hilfsorganisation Ein Herz für Kinder.
Als Dokumentarfilmer erlangte Stampf Bekanntheit durch die Produktionen Der Amoklauf von Erfurt (siehe dazu Amoklauf von Erfurt) (RTL) und Der Kannibale von Rotenburg (siehe dazu Armin Meiwes), die in 24 Ländern weltweit ausgestrahlt wurde. Als Autor begleitete er für die BILD-Zeitung im Bundestageswahlkampf Gerhard Schröder und Helmut Kohl und war bei Olympischen Winterspielen sowie Fußball-Weltmeisterschaften mit Serien und täglichen Kolumnen vertreten.
Als Buchautor verfasste er 2003 unter dem Titel Einmal Himmel und zurück die Biographie der No Angels. 2007 erschien Interview mit einem Kannibalen, das nach einer einstweiligen Verfügung Meiwes’ teilweise geschwärzt werden musste. Meiwes’ Bruder erhielt wegen Verstoßes gegen das Persönlichkeitsrecht Schadenersatz.
Ab 2010 erweiterte Stampf die Geschäftsfelder seines Unternehmens um die Bereiche Scripted Reality, Film und Feature Film sowie Werbeaktivitäten. Mitte Juli 2012 musste Stampfwerk wegen zunehmender Konkurrenz, ausbleibender Aufträge und sinkender Kundenetats Insolvenz anmelden. Daraufhin beging Stampf Suizid. In einer Radiosendung vom Oktober 2014 berichten Angehörige Stampfs zudem davon, Stampf sei gemäß wiederholter eigener Darstellung als Kind zum Opfer sexuellen Missbrauchs seitens der Familie eines Onkels geworden und habe daraufhin eine manische Depression entwickelt.
Stampf war verheiratet mit Susanne Stampf-Sedlitzky und hatte zwei Kinder.

## Zitate über Günter Stampf
- „Österreicher in Deutschland, begeisterter Vater, verliebter Ehemann, einer der kreativsten Macher der Medien- und Fernsehbranche, der Mann der großen Emotionen.“ Beate Wedekind[4]

- Günter Stampf und Kai Diekmann „waren immer auf der Suche nach der nächsten Story, immer besser als die vorige, schräger, brutaler, aufrüttelnder. Sie galten als lustig und hart, sie waren Lebemänner und Arbeitstiere. Und sie galten als unseriös, bis über alle Grenzen hinweg.“ Stephan Lebert/Daniel Müller[5]